# Karl Retzlaw
Karl Retzlaw (* 10. Februar 1896 in Schneidemühl; † 20. Juni 1979 in Frankfurt am Main, bis 1953 amtlich: Karl Gröhl) war ein deutscher sozialistischer Politiker und Publizist.

## Leben
Der aus einer verarmten baptistischen Arbeiterfamilie stammende Karl Gröhl siedelte 1908 nach Berlin über, wo er nach der Absolvierung der Volksschule in einer Bronzegießerei arbeitete und sich einer sozialistischen Arbeiterjugendgruppe anschloss. Sein Vater war früh verstorben und er musste durch Botentätigkeiten zum Unterhalt der Familie beitragen. 1915, im Alter von 19 Jahren, kam er über Flugblätter mit der „Spartakusgruppe“ in Berührung, für die er sich fortan konspirativ engagierte.
Als Gegner der Burgfriedenspolitik der SPD, der er während des Ersten Weltkrieges beigetreten war, schloss er sich 1917 der USPD an. Im Berliner Kabelwerk Cassirer arbeitete er zu dieser Zeit als Werkzeugschleifer und wurde von den gewerkschaftlich organisierten Arbeitern als Vertrauensmann gewählt.
1918 verweigerte er mit 21 Jahren anlässlich eines Befehls zur Musterung den Kriegsdienst und wurde noch im gleichen Jahr wegen „Nichtbefolgung des Gestellungsbefehls“ zu sechs Monaten Haft verurteilt und in das Militärgefängnis Festung Osowiec gebracht. Anfang November 1918, wenige Tage vor Ende des Ersten Weltkriegs, wurde er entlassen und kam nach Berlin zurück.

### Die deutsche Revolution 1918–19
Gröhl nahm an der Novemberrevolution als Mitglied des Spartakusbundes an der Seite von Karl Liebknecht aktiv teil. Anfang 1919 trat er der gerade neu gegründeten KPD bei und kämpfte zusammen mit Leo Jogiches im Spartakusaufstand gegen die SPD-Regierung. Nach der Ermordung Jogiches’ in den Berliner Märzkämpfen floh Gröhl aus Berlin nach München.
In München angekommen, suchte er den Kontakt zu Max Levien, dem Vorsitzenden der Kommunistischen Partei Bayerns. Nach der Ermordung des Ministerpräsidenten Kurt Eisner (USPD) unterstützte er die Bildung der Münchner Räterepublik gegen die sozialdemokratische Regierung Hoffmann. Nach der Organisation des Generalstreiks vom 7. April 1919 wurde er Kommissar für das Polizeiwesen und stellvertretender Münchner Polizeipräsident. Als solcher ordnete er die Vernichtung sämtlicher Polizeiakten an.

### In der Illegalität
Nach der Niederschlagung der Räterepublik lebte Gröhl längere Zeit unter falscher Identität und arbeitete als hauptamtlicher Funktionär der KPD, so als stellvertretender Bezirksleiter in Brandenburg, als Geschäftsführer des Komintern-Verlages Verlagsbuchhandlung Carl Hoym Hamburg und als Leiter des illegalen Apparats der Partei, wobei er mit dem geheimnisumwitterten „Genossen Thomas“ zusammenarbeitete, der als Agent der Sowjetunion illegal in Berlin lebte und den Aufbau der Sektion Westeuropa der Komintern organisierte. In dieser Zeit baute er unter der Identität „Karl Friedberg“ den Nachrichtendienst der KPD aus. Die Befreiung von Kommunisten aus dem Gefängnis und Sabotage bildeten den Schwerpunkt seiner damaligen Arbeit. So versuchte er auch erfolglos den seit 1921 einsitzenden Max Hoelz zu befreien. Zwischen 1919 und 1926 unternahm Gröhl mehrfach auch zusammen mit anderen Kommunisten – Walter Ulbricht, Hermann Duncker oder August Thalheimer – Reisen in die Sowjetunion. Mehrere Besuche auf Einladung des neuen Mitgliedes des neuen Inneren Direktoriums der Sowjetregierung Josef Stalin konnten nur unter hohen persönlichem Risiko unternommen werden, da diese bis 1920 in die Zeit des Russischen Bürgerkrieges fielen.
Im Februar 1926 verhaftet, wurde Gröhl im Juni 1927 wegen seiner politischen Aktivitäten vom Reichsgericht Leipzig zu zwei Jahren und sechs Monaten Haft verurteilt und im Juli 1928 amnestiert.
Gröhl hatte sich mittlerweile vor dem Hintergrund der Politik der Führungen von KPD und Komintern sowie der Erfahrungen während der Besuche in der Sowjetunion zu einem Kritiker der Linie von Stalin und Ernst Thälmann entwickelt und sympathisierte mit den Positionen Leo Trotzkis. Dennoch fand er nach seiner Haftentlassung eine Anstellung als Geschäftsführer bei dem von Willi Münzenberg geleiteten Neuen Deutschen Verlag.

### Exil
Nach der Machtübernahme der NSDAP und dem Reichstagsbrand tauchte Gröhl zunächst unter und reiste dann im Februar 1933 nach Moskau, um der Kominternführung über die aktuellen Entwicklungen in Deutschland zu berichten. Hierbei warnte er ausdrücklich vor einer Fehleinschätzung der friedlichen Koexistenz Hitler-Deutschlands mit der Sowjetunion; eine Meinung, die er später in einem persönlichen Brief an Stalin wiederholen sollte.
Um einer Verhaftung durch die Nazis zu entgehen, siedelte er nach seinem Aufenthalt in der Sowjetunion in die Schweiz über. Dort traf er mit dem späteren Herausgeber der Frankfurter Rundschau, Karl Gerold, zusammen. Im November 1933 erklärte er dann seinen Austritt aus der KPD und schloss sich den trotzkistischen Internationalen Kommunisten Deutschlands (IKD) an.
1934 siedelte er ins Saargebiet über, wo er sich intensiv am Kampf gegen den Anschluss des Gebietes an Deutschland beteiligte. Er arbeitete dort als Kultursekretär der saarländischen Sozialdemokraten. In dieser Zeit besuchte er Trotzki vier Tage in Saint-Palais-sur-Mer. Nach der Abstimmungsniederlage flüchtete er im Januar 1935 nach Frankreich. Er nannte sich nun Karl Retzlaw und beteiligte sich an Aktivitäten gegen deutsche Waffenlieferungen an Franco während des spanischen Bürgerkrieges. Nach Kriegsbeginn 1939 bis 1940 kurzzeitig interniert, floh er im Sommer 1940 vor der anrückenden Wehrmacht über Südfrankreich nach Lissabon. In einem Zeitungskiosk in Marseille schließlich erfuhr er von der Ermordung Trotzkis.
In Lissabon angekommen, flog ihn der britische Geheimdienst am 9. Oktober 1940 weiter nach Großbritannien. Im britischen Exil gründete Retzlaw den Bund Deutscher Revolutionärer Sozialisten (BDRS) in der Deutschen Demokratischen sozialistischen Föderation und war in der Fight for Freedom-Gruppe aktiv. In London blieb er über die Kanäle des britischen Nachrichtendienstes auch mit dem in der Schweiz gebliebenen Karl Gerold in Verbindung. 1946 kehrte er ins Saarland zurück und trat der SPD bei, erhielt aber freundschaftliche Beziehungen zu seinen Genossen aus der IKD aufrecht.

### Nach dem Zweiten Weltkrieg
Retzlaw lebte seit 1950 in der Bundesrepublik. Er arbeitete bis 1963 als Verlagsangestellter für die von Karl Gerold geleitete Frankfurter Rundschau und war dort lange Jahre Betriebsratsvorsitzender. Außerdem war er im Bund der Verfolgten des Naziregimes und im Verband für Freiheit und Menschenwürde aktiv und gründete 1973 gemeinsam mit Augustin Souchy, Peter Bernhardi und Peter Maslowski das linke Diskussionsforum „Arbeitskreis Karl Liebknecht“.

## Schriften (Auswahl)
- Spartakus: German Communists. Foreword by Alfred M. Wall. Transl. by E. Fitzgerald. Hutchinson & Co., London, New York u. Melbourne 1944.
- Spartakus – Aufstieg und Niedergang. Erinnerungen eines Parteiarbeiters. Verlag Neue Kritik, Frankfurt am Main 1971 (und mehrere folgende Auflagen) ISBN 3-8015-0096-9